# Büchelberg (Naturschutzgebiet)
Büchelberg ist ein mit Verordnung des Badischen Ministeriums des Kultus und Unterrichts (als höhere Naturschutzbehörde) vom 29. März 1939 ausgewiesenes Naturschutzgebiet mit der Nummer 2.019.

## Lage
Das Naturschutzgebiet befindet sich im Naturraum Obere Gäue und liegt etwa 500 Meter nordwestlich des Stadtteils Münklingen von Weil der Stadt. Das Schutzgebiet umfasst die Kuppe und die Hänge des 544 m ü. NHN hohen Büchelbergs. Es ist Teil des FFH-Gebiets Nr. 7218-341 Calwer Heckengäu und wird von drei Landschaftsschutzgebieten umgeben (beginnend im Norden und im Uhrzeigersinn weiter): Tiefenbronn-Biet (Nr. 2.36.040), Heckengäu-Weil der Stadt (Nr. 1.15.027) und Neuhausen-Biet (Nr. 2.36.041).

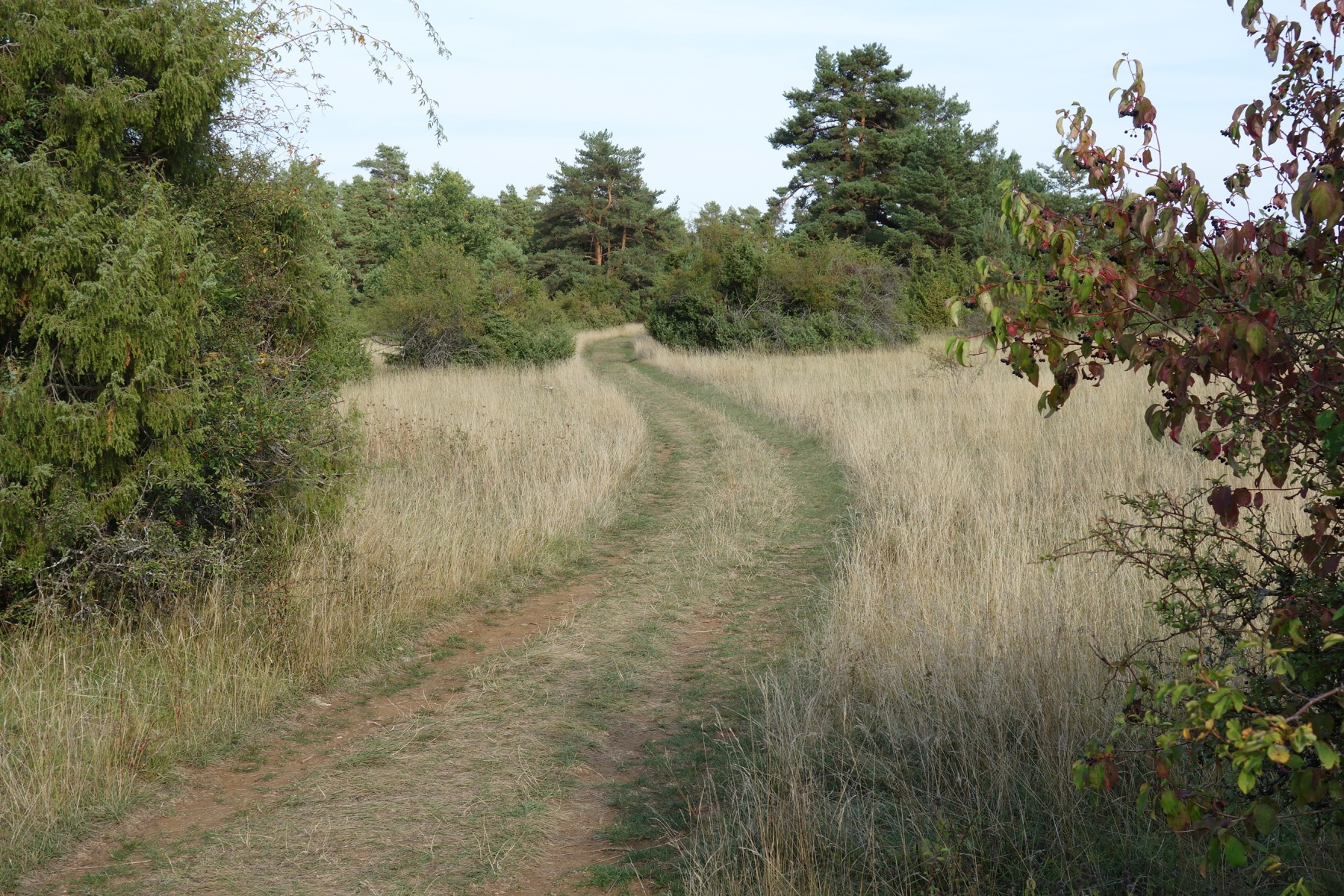
Spätsommerlich ausgetrocknete Grasfläche im Buschland des Naturschutzgebiets

## Schutzzweck
Das Vorkommen der Pflanzengesellschaft der Schafweide auf flachgründigen kalkhaltigen Böden soll geschützt werden. Die Pflanzengesellschaft hat ihren Ursprung in einer über Jahrhunderte andauernden Beweidung durch Schafe. Um einer Verbuschung vorzubeugen, wird die Landschaft des Büchelberges mit Unterstützung der Bezirksstelle nachhaltig gepflegt.

## Flora und Fauna
Die offenen Teile des Gebiets sind durchsetzt von den Pflanzenarten Schmalblättriger Lein, Rötliches Fingerkraut, Breitblättriger Thymian, Rispige Graslilie, Deutscher Fransenenzian, Gewöhnlicher Fransenenzian, Berg-Aster und Gemeine Sichelmöhre. Aus der artenreichen Schmetterlingsfauna stechen gefährdete Arten wie der Segelfalter und der Nierenfleck-Zipfelfalter hervor.